# 鳥取家庭裁判所
鳥取家庭裁判所（とっとりかていさいばんしょ）は、鳥取県鳥取市にある日本の家庭裁判所の一つで、鳥取県を管轄している。略称は、鳥取家裁（とっとりかさい）。倉吉、米子に支部を置いている。
鳥取家庭裁判所の本庁は鳥取地方裁判所の本庁に、倉吉市、米子市の支部は鳥取地方裁判所の支部に併設されている。

## 沿革
- 1949年（昭和24年）1月 - 家庭裁判所制度の発足に伴い、鳥取家庭裁判所、同倉吉支部及び同米子支部が設置。

## 所在地

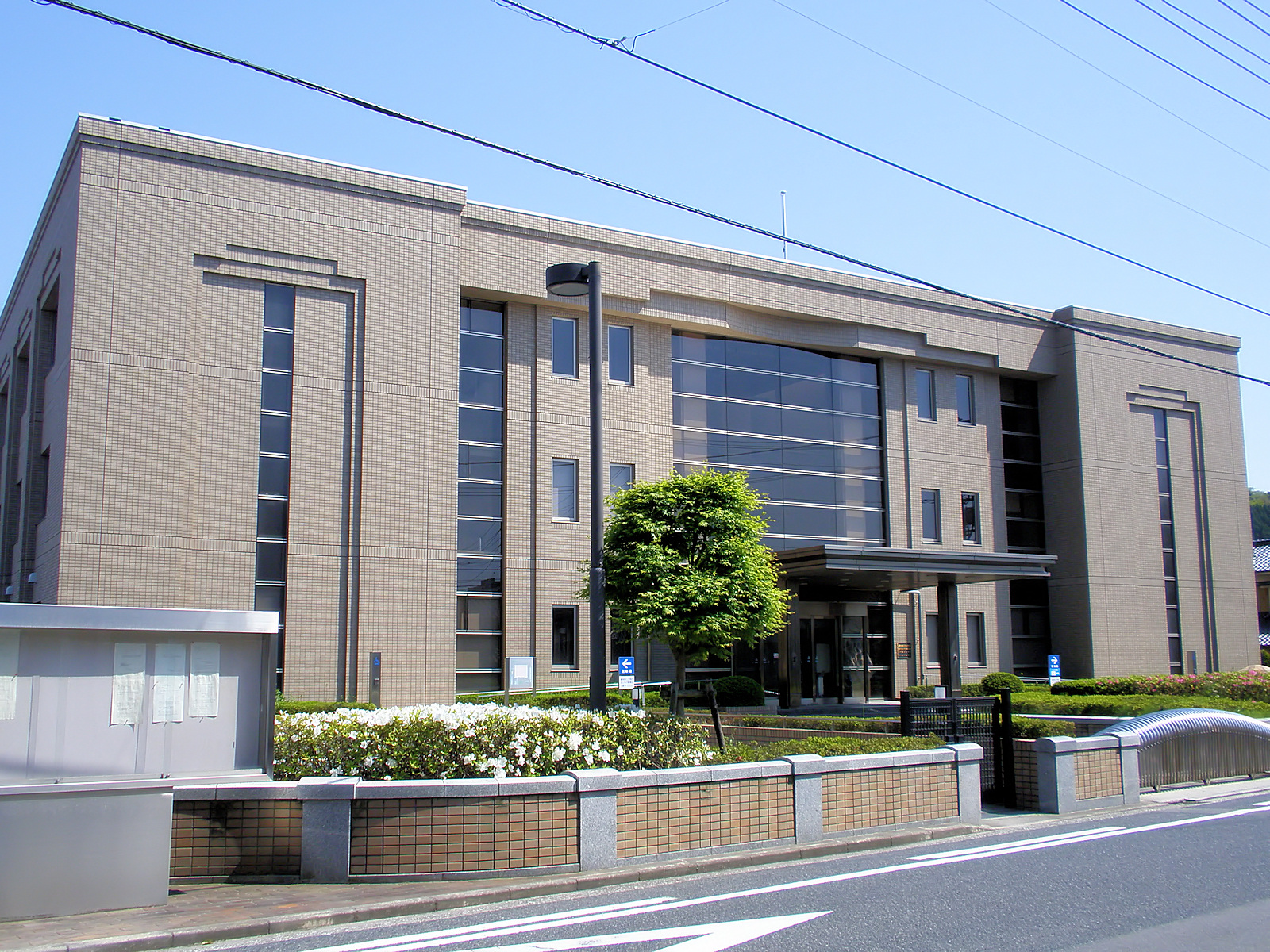
米子支部

- 本庁：鳥取県鳥取市東町2丁目223　北緯35度30分19秒 東経134度14分9秒 / 北緯35.50528度 東経134.23583度
JR山陰線, 因美線 鳥取駅北側徒歩25分
- 倉吉支部：鳥取県倉吉市仲ノ町734　北緯35度25分50.4秒 東経133度49分23.3秒 / 北緯35.430667度 東経133.823139度
JR山陰線 倉吉駅駅前バス乗り場2番から乗車，バス停｢赤瓦･白壁土蔵｣で下車，徒歩5分
- 米子支部：鳥取県米子市西町62　北緯35度25分45.4秒 東経133度19分39.5秒 / 北緯35.429278度 東経133.327639度
JR山陰線, 境線 米子駅北側徒歩20分

## 管轄
- 本庁
  - 鳥取市、岩美郡岩美町、八頭郡若桜町、智頭町、八頭町
- 倉吉支部
  - 倉吉市、東伯郡三朝町、湯梨浜町、琴浦町、北栄町
- 米子支部
  - 米子市、境港市、西伯郡日吉津村、大山町、南部町、伯耆町、日野郡日南町、日野町、江府町

※ただし、倉吉支部管内の合議事件・少年事件は本庁で取り扱う。

## 歴代所長
鳥取家庭裁判所の所長は鳥取地方裁判所の所長を兼任している。鳥取地方裁判所#歴代所長を参照。